# Es Pujols
Es Pujols är en ort i Spanien.   Den ligger i regionen Balearerna, i den östra delen av landet, 500 km öster om huvudstaden Madrid. Es Pujols ligger 8 meter över havet och antalet invånare är 833. Den ligger på ön Formentera.
Terrängen runt Es Pujols är huvudsakligen platt, men åt sydost är den kuperad. Havet är nära Es Pujols åt nordost.  Närmaste större samhälle är Sant Ferran de ses Roques, 1,6 km söder om Es Pujols. 